# Bowenfels (Új-Dél-Wales)
Bowenfels kisváros az ausztráliai Új-Dél-Walesben, Lithgow város nyugati peremén. 
Ma gyakorlatilag két Bowenfels település létezik. Lithgow közelében, a Great Western Highway főútvonal mellett található Bowenfels a völgy első telepesének, Andrew Brownnak a tanyájával, és tőle délre, körülbelül egy kilométerre található Dél-Bowenfels. Bár ma már lényegében Lithgow külvárosának számít, Bowenfels volt a völgy első települése, amely közel 40 évvel korábban jött létre, mint Lithgow.

## Történelme
A Dél-Bowenfels közelében fekvő Blaxland-hegy volt a legtávolabbi pont, ameddig Blaxland, Lawson és Wentworth eljutott a Kék-hegységen keresztül vezetett történelmi expedíción, 1813-ban. Még ugyanebben az évben George Evans – a felfedezők nyomában – a Blaxland-hegytől tovább haladt nyugatra, hogy felderítse az O'Connell-síkságot és a Bathurst-síkságot. Dél-Bowenfelsnél nyugat felé haladt a Lyell-tóig, majd tovább Tarana és O'Connell felé . 
Bowenfelst az 1830-as években alapították az utazók kiszolgálására az új, Bathurst felé vezető úton, amelyet 1832-ben, a Victoria Pass útvonal megnyitása után adtak át. A várost Thomas Mitchell főmérnök nevezte el George Mears Bowenről, csapatának volt munkatársáról. A város volt az első település a völgyben, Lithgow csak 40 évvel később jött létre. A települést érintő vasútvonalat 1869-ben adták át és az 1950-es években villamosították.

## Cooerwull Akadémia
Bowenfelsben Andrew Brown, skót mezőgazdasági és ipari vállalkozó, 1882-ben hozta létre a független, presbiteriánus nappali és bentlakásos fiúiskolát, a Cooerwull Akadémiát, amely Új-Dél-Wales első presbiteriánus iskolája volt. Később az iskolát a Sydney-i Egyetem mellett működő St. Andrew's Kollégiumhoz csatolták. Az első világháború során az Akadémia tanárainak többségét és a diákok egy részét besorozták katonának, így az iskola nem tudta tovább folytatni működését. Ezt követően hosszú ideig magánrezidenciaként használták az ingatlant, majd 1953-ban itt alakították ki a katolikus La Salle Akadémiát, amely ma is működik.

## Népesség
A 2016. évi népszámlálási adatok alapján Bowenfelsnek 2048 lakosa volt. 
- Az ausztrál őslakosok és a Torres-szigeteki lakosok a város lakosságának 9,5%-át tették ki.
- Az emberek 78,9%-a Ausztráliában született, és 84,8%-uk kizárólag angolul beszélt.
- A lakosok 25,5%-a katolikusnak, 24,2%-a vallás nélkülinek, és 21,8%-a anglikánnak vallotta magát.

## Fordítás
Ez a szócikk részben vagy egészben  a   Bowenfels, New South Wales című angol Wikipédia-szócikk ezen változatának fordításán alapul.  Az eredeti cikk szerkesztőit annak laptörténete sorolja fel. Ez a jelzés csupán a megfogalmazás eredetét és a szerzői jogokat jelzi, nem szolgál a cikkben szereplő információk forrásmegjelöléseként.